# Ляньюньган
Ляньюньга́н (кит. упр. 连云港, пиньинь Liányúngǎng , переводится как «порт (ган) у острова Дунсилянь и горы Юньтай») — городской округ в провинции Цзянсу КНР. 
Ляньюньган — один из первых прибрежных городов Китая, открытых для внешнего мира, растущий центр промышленности, внешней торговли и туризма. Он является восточной конечной точкой Нового Евразийского сухопутного моста и Северного грузового коридора Восток—Запад. 

## География
Городской округ Ляньюньган расположен в восточной части КНР, на северо-востоке провинции Цзянсу, на побережье Жёлтого моря. Площадь городского округа Ляньюньган составляет 7,446 км². Численность населения равна 4 688 100 человек (на конец 2004 года).

## История
Во времена монгольской империи Юань в 1284 году была создана область Хайнин (海宁州). После основания китайской империи Мин область Хайнин в 1368 году была переименована в Хайчжоу (海州). В маньчжурской империи Цин область Хайчжоу была сначала подчинена Хуайаньской управе (淮安府), а с 1724 года стала «непосредственно управляемой» (то есть была подчинена напрямую властям провинции Цзянсу, минуя промежуточное звено в виде управы).
После Синьхайской революции в Китае была проведена реформа структуры административного деления, в ходе которой области были упразднены; земли, ранее напрямую подчинявшиеся властям области Хайчжоу, стали уездом Дунхай (东海县). В апреле 1912 года 11 посёлков в восточной части уезда Дунхай были выделены в новый уезд Гуаньюнь (灌云县). В 1933 году эти места стали восточным концом Лунхайской железной дороги, и в 1935 году решением правительства Китайской Республики на смежных частях уездов Дунхай и Гуаньюнь был создан город Ляньюнь (连云市), ставший городом провинциального подчинения провинции Цзянсу.
После образования КНР район Юньтай и города Ляньюнь и Синьхай были объединены в ноябре 1949 года в город Синьхайлянь (新海连市) провинции Шаньдун, который был разделён на 7 районов. В мае 1950 года город Синьхайлянь и уезд Дунхай были объединены в уезд Синьхай (新海县), однако к концу года они были вновь разделены; город Синьхайлянь и уезд Дунхай вошли в состав Специального района Линьи (临沂专区) провинции Шаньдун.
1 января 1953 года город Синьхайлянь был передан в состав провинции Цзянсу, где вошёл в состав Специального района Сюйчжоу (徐州专区). В 1954 году он был сделан городом провинциального подчинения, но в 1958 году вернулся в состав Специального района Сюйчжоу. 1 октября 1961 года Синьхайлянь был переименован в Ляньюньган. В 1962 году Ляньюньган стал городом провинциального подчинения.
В 1983 году был расформирован округа Сюйчжоу и Хуайинь, и уезды Ганьюй, Дунхай и Гуаньюнь перешли под юрисдикцию Ляньюньгана. В 1996 году уезд Гуаньнань был передан из состава городского округа Хуайинь в состав городского округа Ляньюньган.
В 2001 году был расформирован район Юньтай (云台区), а его земли были разделены между районами Ляньюнь и Синьпу.
В 2014 году уезд Ганьюй был преобразован в район городского подчинения; район Синьпу (新浦区) был присоединён к району Хайчжоу.

## Административно-территориальное деление
Городской округ Ляньюньган делится на 3 района и 3 уезда.
| Карта                                            | Статус    | Название | Иероглифы    | Пиньинь | Площадь (км²) | Население (2011) |
| ------------------------------------------------ | --------- | -------- | ------------ | ------- | ------------- | ---------------- |
| Хайчжоу Ляньюнь Ганьюй Дунхай Гуаньюнь Гуаньнань |           |          |              |         |               |                  |
| Район                                            | Хайчжоу   | 海州区   | Hǎizhōu qū   | 282     | 240 000       |                  |
| Район                                            | Ляньюнь   | 连云区   | Liányún qū   | 766     | 245 000       |                  |
| Район                                            | Ганьюй    | 赣榆区   | Gànyú qū     | 1363    | 1 155 000     |                  |
| Уезд                                             | Дунхай    | 东海县   | Dōnghǎi xiàn | 2038    | 1 180 000     |                  |
| Уезд                                             | Гуаньюнь  | 灌云县   | Guànyún xiàn | 1538    | 1 020 000     |                  |
| Уезд                                             | Гуаньнань | 灌南县   | Guànnán xiàn | 1029    | 787 000       |                  |

## Экономика
В 1984 году китайские власти создали в городе Зону экономического и технологического развития, вокруг которой сформировалось индустриальное ядро Ляньюньгана. По состоянию на 2024 год Ляньюньган — крупный промышленный, логистический, внешнеторговый и туристический центр провинции Цзянсу. Является восточной точкой железнодорожного «Нового Евразийского сухопутного моста» (Роттердам / Антверпен — Ляньюньган).
Важное значение имеет добыча и переработка фосфатов. Уезд Дунхай является крупнейшим в стране центром по добыче кварца и других природных кристаллов. На территории Ляньюньгана находится Тяньваньская АЭС — одна из крупнейших китайских атомных станций.
Среди крупнейших предприятий округа — нефтехимические заводы Shenghong Petrochemical Group и Jiangsu Sailboat Petrochemical, сталелитейный завод Binxin Steel Group, фармацевтический завод Jiangsu Hengrui Medicine, завод крахмала Roquette Frères.

### Туризм
Главной туристической достопримечательностью округа является остров Лянь (Ляньдао), соединённый с районом Ляньюнь 6,7-километровой дамбой. Остров славится своими природными парками, пляжами, отелями, ресторанами и музыкальными фестивалями.

## Транспорт
Международный (Ляньюньганский) логистический парк Шанхайской организации сотрудничества объединяет железнодорожную, автомобильную, речную и морскую транспортную инфраструктуру города. Через него происходит перевалка контейнеров, угля, нефти, руды и металлов. 

### Морской
Порт Ляньюньгана входит в число десяти крупнейших портов Китая и пятидесяти крупнейших контейнерных портов мира. Также в порту расположены крупные экспортно-импортные терминалы по перевалке нефтехимической продукции, сырой нефти, цветных и чёрных металлов, железной руды, удобрений и зерна. 
Важным узлом является Китайско-казахстанский логистический терминал в порту Ляньюньгана, открытый в 2014 году (импорт из Центральной Азии пшеницы, хлопчатобумажной пряжи, железных сплавов и удобрений, экспорт из Китая автозапчастей, электронных компонентов, мебели, строительных материалов, одежды, обуви, головных уборов и предметов первой необходимости).
Порт Ляньюньгана играет важную роль в перевалке грузов из Японии, Южной Кореи, Вьетнама и Бразилии на поезда, следующие через Центральную Азию в Европу (автомобили, кондиционеры, лифты, сахар и кофе). Кроме того, порт связан регулярными грузовыми линиями с Сингапуром, Индонезией, Индией, Кенией, Египтом, Турцией, Грецией и Италией.

### Железнодорожный
Ляньюньган является конечной точкой «Лунхайской железной дороги», которая соединяет его с Ланьчжоу. Также через территорию округа проходят высокоскоростные железные дороги Циндао — Яньчэн, введённая в эксплуатацию в декабре 2018 года, и Ляньюньган — Нанкин. В феврале 2021 года введена в эксплуатацию 185-километровая высокоскоростная железная дорога Ляньюньган — Сюйчжоу, которая является частью магистрали до города Урумчи.
Важное значение имеют грузовые железнодорожные перевозки между Ляньюньганом и Европой. В 2017 году была введена в эксплуатацию База китайско-казахстанского логистического сотрудничества, с которой регулярно отправляются грузовые поезда в Центральную Азию, Турцию, Германию, Россию и Монголию. В 2024 году из Ляньюньгана было отправлено 911 грузовых составов по маршрутам международных ж/д грузоперевозок Китай — Центральная Азия — Европа.

### Автомобильный
По территории округа проходят национальная автострада Годао 310 (Ляньюньган — Тяньшуй), скоростные автострады G15 (Шэньян — Хайкоу), G25 (Чанчунь — Шэньчжэнь) и G30 (Ляньюньган — Хоргос). Важное значение имеет автомагистраль Россия — Казахстан — Китай, которая связывает Ляньюньган с Санкт-Петербургом.

### Авиационный
По состоянию на 2018 год международный аэропорт Ляньюньган Байтабу обслужил более 1,5 млн пассажиров.

## Города-побратимы
- Жлобин[21]
- Сакаи
- Сага
- Грейт Джелонг
- Мокпхо
- Волжский
- Нейпир